# نهج أداة A3 لحل المشكلات

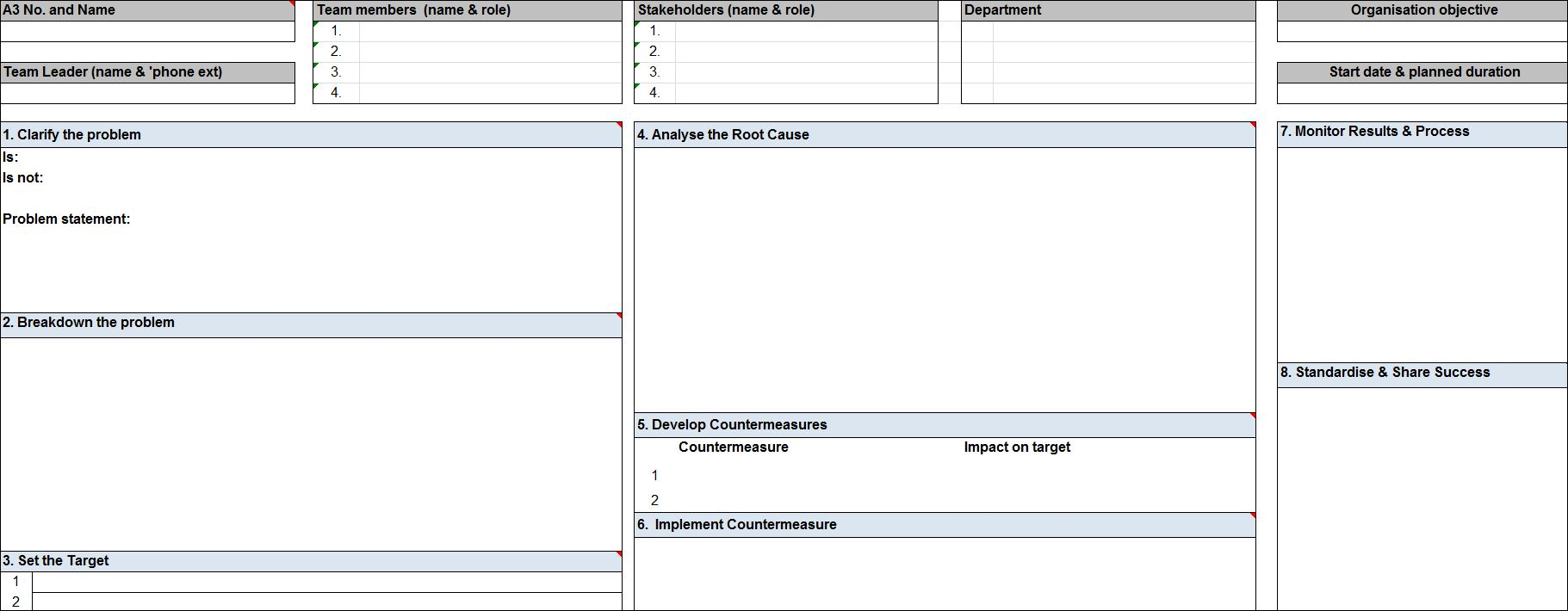
مثال على ورقة عمل لحل المشكلات المنظمة والتحسين المستمر

A3 لحل المشكلات هو نهج منظم لحل وتحسين المشكلات بشكل مستمر ، إذ تم استخدامه لأول مرة في تويوتا و عادةً ما يستخدمه ممارسو التصنيع الهزيلون. فهو يوفر إجراءات بسيطة وصارمة توجه العمال لحل المشاكل. يستخدم النهج عادة ورقة واحدة من ورق بحجم ISO A3 ، وهو مصدر اسمه.